# Хотиш
Хотиш (рос. Хотыш) — річка в Україні, у Звягельському районі Житомирської області. Права притока Ужа, (басейн Прип'яті).

## Опис
Довжина річки приблизно 3,72 км, найкоротша відстань між витоком і гирлом — 3,34  км, коефіцієнт звивистості річки — 1,12 . Річка формується декількома безіменними струмками та частково каналізована.

## Розташування
Бере початок на північно-західній стороні від села Гута-Зеленицька в урочищі Кам'яний Тік. Тече переважно на північний захід через Хотиж і у селі Рясне впадає у річку Уж, праву притоку Прип'яті.

## Цікавий факт
- Від гирла річки на південно-західній стороні на відстані приблизно 488,11 м розташована Церква святої Параскеви[3].